# Joseph Defaux
Joseph Defaux, né le 20 avril 1860 et mort le 29 juin 1931 à Gaurain-Ramecroix, est un homme politique wallon, membre du parti ouvrier belge.
Defaux fut d'abord ouvrier carrier, il sera le premier secrétaire permanent syndical pour le bassin carrier de Tournai, échevin (1908) puis bourgmestre de Gaurain-Ramecroix en 1921, il fonda dans sa commune en 1909 la coopérative ouvrière « La Justice ». 
Il fut élu député de l'arrondissement de Tournai-Ath-Mouscron (18 décembre 1918-30 juin 1931), succédant à Émile Royer mort durant la Grande Guerre.

## Sources
- Éloge à la Chambre

- Ressource relative à plusieurs domaines :   - ODIS